# Reckless (serie de televisión)
Reckless es una serie de televisión estadounidense de drama legal transmitida por CBS. Se estrenó el 29 de junio de 2014.
El 9 de octubre de 2014 la cadena CBS, canceló la serie debido a las bajas audiencias.

## Argumento
La serie sigue la historia de Jamie Sawyer, abogada que tiene un apasionado romance con el fiscal. Su relación no puede salir a la luz, ya que allí era una costumbre en el escándalo de la policía en Charleston.

## Elenco

### Elenco principal
- Cam Gigandet como Roy Rayder.
- Anna Wood como Jamie Sawyer.
- Shawn Hatosy como Terry McCandless.
- Georgina Haig como Lee Anne Marcus.
- Adam Rodríguez como Preston Cruz, un detective en el Charleston PD y exnovio de Jamie.
- Michael Gladis como Holland Knox, subjefe de la Charleston PD.
- Kim Wayans como Vi Briggs, paralegal de Jamie.
- Gregory Harrison como Dec Fortnum, suegro de Roy.

### Elenco recurrente
- Falk Hentschel como Arliss Fulton, el esposo de Lee Anne Marcus.
- Bees Armstrong como Melinda, la madre de Roy[5]

## Episodios
| N.º | Título              | Director            | Guionista       | Primera emisión     | Audiencia (en millones) |
| --- | ------------------- | ------------------- | --------------- | ------------------- | ----------------------- |
| 1   | «Pilot»             | Catherine Hardwicke | Dana Stevens    | 29 de junio de 2014 | 3.99                    |
| 2   | «Parting Shots»     | John Gray           | Dana Stevens    | 6 de julio de 2014  | 3.77                    |
| 3   | «Stand Your Ground» | Stephen Surjik      | Corey Miller    | 13 de julio de 2014 | 3.94                    |
| 4   | «Blind Sides»       | Ed Ornelas          | Allen MacDonald | 20 de julio de 2014 | 3.96                    |
| 5   | «Bloodstone»        | Michael Apted       | Brian Oh        | 27 de julio de 2014 | 4.07                    |
| 6   | «Family Plot»       | Catherine Hardwicke | Dana Stevens    | 3 de agosto de 2014 | 4.29                    |